# Olympische Winterspiele 1994/Teilnehmer (Kasachstan)
| Gelbes Symbol für Goldmedaillen mit stilisierten Olympischen Ringen | Graues Symbol für Silbermedaillen mit stilisierten Olympischen Ringen | Braundes Symbol für Bronzemedaillen mit stilisierten Olympischen Ringen |
| ------------------------------------------------------------------- | --------------------------------------------------------------------- | ----------------------------------------------------------------------- |
| 1                                                                   | 2                                                                     | —                                                                       |

Mit 29 Athleten nahm Kasachstan an den Olympischen Winterspielen 1994 im norwegischen Lillehammer teil.
Es war die erste Teilnahme Kasachstans an Olympischen Winterspielen.

## Flaggenträger
Der Skispringer Qairat Bijekenow trug die Flagge Kasachstans während der Eröffnungsfeier im Skisprungstadion.

## Medaillen
Das kasachische Team belegte im Medaillenspiegel den zwölften Platz. Der erfolgreichste Teilnehmer war Wladimir Smirnow mit einer Gold- und zwei Silbermedaillen.

### Medaillenspiegel
| Rang   | Sportart    | Gold | Silber | Bronze | Gesamt |
| ------ | ----------- | ---- | ------ | ------ | ------ |
| 1      | Skilanglauf | 1    | 2      | –      | 3      |
| Gesamt | Gesamt      | 1    | 2      | –      | 3      |

### Medaillengewinner
| Name/n           | Sportart    | Wettkampf                        |
| ---------------- | ----------- | -------------------------------- |
| Gold             |             |                                  |
| Wladimir Smirnow | Skilanglauf | 50 km klassisch Männer           |
| Silber           |             |                                  |
| Wladimir Smirnow | Skilanglauf | 10 km klassisch Männer           |
| Wladimir Smirnow | Skilanglauf | 15 km Freistil Verfolgung Männer |

## Übersicht der Teilnehmer

### Biathlon
| Athleten        | Wettbewerbe   | Zeit        | Fehler      | Rang |
| --------------- | ------------- | ----------- | ----------- | ---- |
| Frauen          |               |             |             |      |
| Inna Scheschkil | 7,5 km Sprint | 26:13,9 min | 2 (0+2)     | 4    |
| Inna Scheschkil | 15 km Einzel  | 56:16,5 min | 5 (1+3+1+0) | 29   |
| Männer          |               |             |             |      |
| Dmitri Pantow   | 10 km Sprint  | 31:54,2 min | 5 (2+3)     | 48   |
| Dmitri Pantow   | 20 km Einzel  | 1:03:29,8 h | 6 (1+1+2+2) | 51   |

### Eiskunstlauf
| Athleten                                 | Wettbewerbe | Pflichttanz 1 | Pflichttanz 1 | Pflichttanz 2 | Pflichttanz 2 | Originaltanz | Originaltanz | Kurzprogramm | Kurzprogramm | Kür/Kürtanz | Kür/Kürtanz | Gesamt    | Gesamt |
| Athleten                                 | Wettbewerbe | Bewertung     | Rang          | Bewertung     | Rang          | Bewertung    | Rang         | Bewertung    | Rang         | Bewertung   | Rang        | Bewertung | Rang   |
| ---------------------------------------- | ----------- | ------------- | ------------- | ------------- | ------------- | ------------ | ------------ | ------------ | ------------ | ----------- | ----------- | --------- | ------ |
| Mixed                                    |             |               |               |               |               |              |              |              |              |             |             |           |        |
| Jelisaweta Stekolnikowa Dmitri Kasarlyga | Eistanz     | 3,4           | 17            | 3,4           | 17            | 10,2         | 17           | –            | –            | 18,0        | 18          | 35,0      | 18     |

### Eisschnelllauf
| Athleten               | Wettbewerbe | Zeit         | Rang |
| ---------------------- | ----------- | ------------ | ---- |
| Frauen                 |             |              |      |
| Ljudmila Prokaschowa   | 3000 m      | 4:19,33 min  | 4    |
| Ljudmila Prokaschowa   | 5000 m      | 7:28,58 min  | 6    |
| Kenschesch Sarsekenowa | 3000 m      | 4:45,56 min  | 24   |
| Männer                 |             |              |      |
| Radik Biktschentajew   | 1500 m      | 1:56,73 min  | 29   |
| Radik Biktschentajew   | 5000 m      | 6:58,17 min  | 16   |
| Wladimir Klepenin      | 500 m       | 38,09 s      | 33   |
| Wladimir Klepenin      | 1000 m      | 1:15,99 min  | 34   |
| Jewgeni Sanarow        | 5000 m      | 6:59,02 min  | 19   |
| Jewgeni Sanarow        | 10.000 m    | 14:21,12 min | 14   |
| Wadim Sajutin          | 1500 m      | 1:57,03 min  | 30   |
| Wadim Sajutin          | 5000 m      | 7:01,93 min  | 27   |
| Wadim Schakschakbajew  | 500 m       | 37,07 s      | 12   |
| Wadim Schakschakbajew  | 1000 m      | 1:15,06 min  | 20   |
| Sergei Zybenko         | 1500 m      | 1:57,43 min  | 33   |

### Freestyle-Skiing
| Athleten        | Wettbewerbe | Qualifikation | Qualifikation | Finale        | Finale        | Rang |
| Athleten        | Wettbewerbe | Punkte        | Rang          | Punkte        | Rang          | Rang |
| --------------- | ----------- | ------------- | ------------- | ------------- | ------------- | ---- |
| Männer          |             |               |               |               |               |      |
| Alexei Bannikow | Buckelpiste | 22,98         | 21            | ausgeschieden | ausgeschieden | 21   |

### Shorttrack
| Athleten        | Wettbewerbe | Vorlauf | Vorlauf | Viertelfinale | Viertelfinale | Halbfinale    | Halbfinale    | Finale        | Finale        | Rang |
| Athleten        | Wettbewerbe | Zeit    | Rang    | Zeit          | Rang          | Zeit          | Rang          | Zeit          | Rang          | Rang |
| --------------- | ----------- | ------- | ------- | ------------- | ------------- | ------------- | ------------- | ------------- | ------------- | ---- |
| Frauen          |             |         |         |               |               |               |               |               |               |      |
| Jelena Sinizyna | 500 m       | 50,36 s | 3       | ausgeschieden | ausgeschieden | ausgeschieden | ausgeschieden | ausgeschieden | ausgeschieden | 21   |
| Jelena Sinizyna | 1000 m      | DQ      | DQ      | DQ            | DQ            | DQ            | DQ            | DQ            | DQ            | DQ   |

### Ski Alpin
| Athleten          | Wettbewerbe        | 1. Lauf     | 1. Lauf | 2. Lauf     | 2. Lauf | Gesamt      | Gesamt |
| Athleten          | Wettbewerbe        | Zeit        | Rang    | Zeit        | Rang    | Zeit        | Rang   |
| ----------------- | ------------------ | ----------- | ------- | ----------- | ------- | ----------- | ------ |
| Frauen            |                    |             |         |             |         |             |        |
| Olga Wedjatschewa | Abfahrt            | –           | –       | –           | –       | 1:38,58 min | 24     |
| Olga Wedjatschewa | Alpine Kombination | 1:29,74 min | 18      | 1:51,13 min | 19      | 3:20,87 min | 19     |
| Olga Wedjatschewa | Super-G            | –           | –       | –           | –       | 1:26,66 min | 37     |
| Männer            |                    |             |         |             |         |             |        |
| Andrei Kolotwin   | Abfahrt            | –           | –       | –           | –       | 1:50,39 min | 43     |
| Andrei Kolotwin   | Alpine Kombination | 1:41,14 min | 36      | 1:53,45 min | 30      | 3:34,59 min | 29     |

### Skilanglauf
| Athleten                                                           | Wettbewerbe               | Zeit        | Rang   |
| ------------------------------------------------------------------ | ------------------------- | ----------- | ------ |
| Frauen                                                             |                           |             |        |
| Oxana Kotowa                                                       | 5 km klassisch            | 16:40,7 min | 56     |
| Oxana Kotowa                                                       | 10 km Freistil Verfolgung | 34:03,6 min | 48     |
| Oxana Kotowa                                                       | 15 km Freistil            | 47:02,1 min | 43     |
| Oxana Kotowa                                                       | 30 km klassisch           | 1:38:34,1 h | 47     |
| Natalja Schtaimez                                                  | 5 km klassisch            | 16:33,4 min | 52     |
| Jelena Tschernezowa                                                | 5 km klassisch            | 16:28,8 min | 49     |
| Jelena Tschernezowa                                                | 10 km Freistil Verfolgung | 35:46,4 min | 53     |
| Jelena Tschernezowa                                                | 15 km Freistil            | 49:56,7 min | 53     |
| Jelena Tschernezowa                                                | 30 km klassisch           | 1:38:17,0 h | 46     |
| Jelena Wolodina                                                    | 5 km klassisch            | 15:47,9 min | 33     |
| Jelena Wolodina                                                    | 10 km Freistil Verfolgung | 32:53,1 min | 38     |
| Jelena Wolodina                                                    | 15 km Freistil            | 47:35,6 min | 47     |
| Jelena Wolodina                                                    | 30 km klassisch           | 1:31:43,1 h | 21     |
| Natalja Schtaimez Jelena Tschernezowa Oxana Kotowa Jelena Wolodina | 4 × 5 km Staffel          | 1:03:13,0 h | 13     |
| Männer                                                             |                           |             |        |
| Nikolai Iwanow                                                     | 10 km klassisch           | 25:48,3 min | 16     |
| Nikolai Iwanow                                                     | 15 km Freistil Verfolgung | 39:50,5 min | 19     |
| Nikolai Iwanow                                                     | 30 km Freistil            | 1:20:53,9 h | 40     |
| Nikolai Iwanow                                                     | 50 km klassisch           | 2:22:59,1 h | 50     |
| Pawel Korolew                                                      | 30 km Freistil            | 1:23:25,3 h | 53     |
| Sergei Margazki                                                    | 50 km klassisch           | 2:21:57,9 h | 45     |
| Andrei Newsorow                                                    | 10 km klassisch           | 26:45,9 min | 37     |
| Andrei Newsorow                                                    | 15 km Freistil Verfolgung | 41:12,9 min | 31     |
| Andrei Newsorow                                                    | 30 km Freistil            | 1:21:14,5 h | 42     |
| Pawel Rjabinin                                                     | 10 km klassisch           | 26:41,7 min | 34     |
| Pawel Rjabinin                                                     | 15 km Freistil Verfolgung | 40:45,6 min | 26     |
| Pawel Rjabinin                                                     | 50 km klassisch           | 2:18:08,1 h | 29     |
| Wladimir Smirnow                                                   | 10 km klassisch           | 24:38,3 min | Silber |
| Wladimir Smirnow                                                   | 15 km Freistil Verfolgung | 36:18,0 min | Silber |
| Wladimir Smirnow                                                   | 30 km Freistil            | 1:16:01,8 h | 10     |
| Wladimir Smirnow                                                   | 50 km klassisch           | 2:07:20,3 h | Gold   |
| Nikolai Iwanow Pawel Korolew Andrei Newsorow Pawel Rjabinin        | 4 × 10 km Staffel         | 1:47:41,3 h | 9      |

### Skispringen
| Athleten           | Wettbewerb    | 1. Durchgang | 1. Durchgang | 1. Durchgang | 2. Durchgang | 2. Durchgang | 2. Durchgang | Gesamt | Gesamt |
| Athleten           | Wettbewerb    | Weite        | Punkte       | Rang         | Weite        | Punkte       | Rang         | Punkte | Rang   |
| ------------------ | ------------- | ------------ | ------------ | ------------ | ------------ | ------------ | ------------ | ------ | ------ |
| Männer             |               |              |              |              |              |              |              |        |        |
| Qairat Bijekenow   | Normalschanze | 79,0 m       | 91,0         | 47           | 69,0 m       | 66,5         | 50           | 157,5  | 49     |
| Qairat Bijekenow   | Großschanze   | 68,5 m       | 7,3          | 58           | 75,5 m       | 27,9         | 58           | 35,2   | 58     |
| Alexander Kolmakow | Normalschanze | 78,5 m       | 89,5         | 48           | 73,5 m       | 76,0         | 43           | 165,5  | 46     |
| Alexander Kolmakow | Großschanze   | 87,0 m       | 52,6         | 45           | 83,5 m       | 44,3         | 48           | 96,9   | 48     |
| Andrei Werweikin   | Normalschanze | 85,0 m       | 102,0        | 37           | 92,0 m       | 119,5        | 12           | 221,5  | 24     |
| Andrei Werweikin   | Großschanze   | 97,5 m       | 72,0         | 32           | 92,0 m       | 62,1         | 37           | 134,1  | 37     |